# Verbascum simonianum
Verbascum simonianum är en flenörtsväxtart som beskrevs av Hub.-mor.. Verbascum simonianum ingår i släktet kungsljus, och familjen flenörtsväxter. Inga underarter finns listade i Catalogue of Life.